# Księstwo Kurlandii i Semigalii (1918)
Księstwo Kurlandii i Semigalii (niem. Herzogtum Kurland und Semgallen) − krótkotrwałe państwo utworzone samozwańczo u schyłku I wojny światowej przez Niemców bałtyckich na terenach południowo-zachodniej Łotwy, nawiązujące do historycznego Księstwa Kurlandii i Semigalii.
Powstało w oparciu o okręg Kurlandia powołany wcześniej w ramach Ober-Ost − terytorium okupowanego przez Cesarstwo Niemieckie.
Księstwo istniało przez kilka miesięcy 1918 roku. Jego terytorium zostało włączone do Republiki Łotwy.